# La casa dell'angelo (film 2002)
La casa dell'angelo, è un film per la televisione del 2002, diretto da Giuliana Gamba.

## Trama
Carla, a seguito della morte del figlio Giulio, precipitato dalla finestra della sua camera da letto durante un ricevimento organizzato dai genitori, incomincia a dare segni di squilibrio, non riuscendo a superare il senso di colpa che la attanaglia, rendendola colpevole, a suo pensare, di essere responsabile della disgrazia per avere trascurato il figlio quella sera.
Ella rifiuta la realtà ed inizia a bere, sorda ai richiami del marito Luca, uno stimato chirurgo plastico che lavora insieme al fidanzato della figlia Chiara, della stessa figlia e della suocera Olga che inutilmente cercano di farle superare il trauma; Luca, su consiglio della sua assistente Chicca, un ex alcolista, riesce a convincerla ad iniziare a frequentare un centro per Alcolisti Anonimi e Carla accetta, iniziando a partecipare alle riunioni, ma contemporaneamente continua a bere, sia in un bar nei pressi del centro che di nascosto in casa, fino al momento in cui il marito, pedinandola, la trova quasi ubriaca nel bar e, nonostante egli cerchi di persuaderla a non guidare, Carla si allontana causando un incidente.
Le conseguenze sono immediate: la patente le viene sospesa per tre mesi, viene denunciata per guida in stato di ebbrezza ed a causa di questo è costretta ad accettare di sottoporsi al trattamento sanitario obbligatorio e ad una terapia di disintossicazione. La famiglia sembra andare alla deriva e Chiara, non sopportando più quanto sta accadendo, invita la madre a smettere se non vuole che i loro rapporti si interrompano mentre Luca rifiuta le avances di Chicca, che gli rivela il suo amore fino a quel momento tenuto nascosto ma Carla riesce lentamente a sbloccarsi e, con l'aiuto di Giorgio, uno degli alcolisti, si apre alla consapevolezza del suo stato ed intende collaborare con l'associazione per aiutare le persone come lei.
La famiglia solleva qualche perplessità, ritenendo che Carla debba occuparsi di se stessa, ma ella inizia ugualmente la nuova attività, facendo anche operare da Luca al viso Piero, un ragazzo di strada conosciuto al centro che aveva subito un'aggressione, mentre Chiara sembra avere dei dubbi sul fidanzato, che aumentano dopo averlo sentito parlare al telefono con un avvocato, interpellato a seguito di un suo errore in sala operatoria di cui Luca si è assunto la colpa. Uscito dalla clinica Piero viene invitato a pranzo da Carla a casa, nonostante le obiezioni di Olga che ha da sempre un cattivo rapporto con la nuora, che successivamente lo assume come aiuto giardiniere.
Chiara durante una cena comunica a Vittorio che non lo ama e che non intende sposarlo mentre Luca, stanco dell'atteggiamento della madre Olga nei confronti della moglie, la affronta chiedendole duramente di modificare il suo comportamento ma questo le causa un malore che ne obbliga il ricovero, avvenimento che tuttavia favorisce l'avvicinamento delle due donne, e, passato ormai un anno, tutti i problemi vengono risolti e Luca e Chiara partecipano con gioia alla festa del centro, constatando anche la guarigione di Piero.